# المدرسة الوجيهية
المدرسة الوجيهية هي إحدى المدارس الإسلامية التاريخية في مدينة القدس، أُسست في العصر المملوكي، وتُعد من المعالم التعليمية البارزة التي ساهمت في ازدهار الحركة العلمية في المدينة، كما تُبرز الدور الحضاري الذي لعبته المؤسسات الوقفية في رعاية العلم الشرعي خلال العصور الوسطى.

## الموقع
تقع المدرسة الوجيهية في البلدة القديمة بالقدس، تحديدًا عند باب الغوانمة، أحد أبواب المسجد الأقصى، بجوار المدرسة المحدثية، في منطقة تُعرف محليًا بـ"خط درج المولة". ويُعتبر هذا الحي من أكثر المناطق التاريخية كثافة بالمدارس والزوايا والمساجد التي تعود إلى العصر الأيوبي والمملوكي، ويعكس ازدهار الوقف الإسلامي والعمارة الإسلامية في بيت المقدس.

## التأسيس
أُسست المدرسة الوجيهية في أواخر القرن السابع الهجري على يد الشيخ وجيه الدين محمد بن عثمان بن أسعد بن النجا الحنبلي، أحد علماء المذهب الحنبلي المعروفين في القدس، وقد تُوفي عام 701هـ/1301م. قام الشيخ بوقف جزء من أملاكه لصالح تأسيس المدرسة، لتكون مركزًا لتعليم العلوم الشرعية، وبخاصة الفقه الحنبلي، الذي كان يشهد نشاطًا ملحوظًا في تلك الفترة. ويُعدّ هذا الوقف جزءًا من منظومة الأوقاف التعليمية التي أسهمت في دعم المدارس الشرعية في المدينة.

## الدور التعليمي
لعبت المدرسة الوجيهية دورًا مهمًا في التعليم الإسلامي في القدس الشريف، إذ استقطبت طلاب العلم من داخل المدينة وخارجها، ووفّرت لهم البيئة المناسبة للتعلّم والسكن. وقد تولى التدريس فيها نخبة من العلماء، وتركّز التعليم فيها على الفقه الإسلامي، مع اهتمام خاص بفقه الحنابلة. كما درّست مواد العقيدة الإسلامية وعلوم القرآن والحديث النبوي، ما جعلها من المدارس المؤثرة في نشر الفكر الديني في بلاد الشام، إلى جانب مدارس مثل المدرسة الأشرفية والمدرسة التنكزية.

## العمارة والتصميم
تميّزت المدرسة الوجيهية بالطراز المعماري المملوكي، الذي يُعرف بواجهاته الحجرية المزخرفة، والأقواس المدببة، والزخارف الهندسية. وتضم المدرسة ساحة داخلية صغيرة، وعددًا من الغرف التي كانت مخصصة لسكن الطلاب والمعلمين، إضافة إلى قاعة التدريس. ويُلاحظ أن تصميمها مشابه لعدد من المدارس التي أُسست في العهد نفسه، مما يعكس وحدة النمط المدرسي الوقفي في القدس في تلك الفترة.

## الحالة الراهنة
لا تزال المدرسة الوجيهية قائمة حتى اليوم، وهي تُستخدم حاليًا كمرفق تابع لـدائرة الأوقاف الإسلامية في القدس، وتُستغل لأغراض إدارية أو خدمية. وقد خضعت لأعمال ترميم متفرقة خلال العقود الماضية، ضمن جهود لجنة إعمار القدس للحفاظ على المباني التاريخية الإسلامية في البلدة القديمة. ورغم تغيّر وظيفتها التعليمية، لا تزال المدرسة تُذكَر في الكتب والمراجع باعتبارها أحد الشواهد المعمارية والعلمية في تاريخ المدينة المقدسة.

## في الثقافة التاريخية
ذُكرت المدرسة الوجيهية في عدد من كتب التاريخ والرحالة الذين زاروا القدس، منهم القلقشندي والمقريزي، ما يعكس مكانتها في سجل المدارس الإسلامية في القدس. كما ورد ذكرها في الأنس الجليل بتاريخ القدس والخليل لمجبر الدين الحنبلي، الذي أشار إلى دورها في تنشيط الحياة العلمية في فترة حساسة من تاريخ المدينة.